# Variant de séquence d'amplicon
 (septembre 2020).
Variant de séquence d'amplicon (VSA ou ASV en anglais pour amplicon sequence variant, plus couramment utilisé) est un terme utilisé pour désigner des séquences d'ADN individuelles récupérées à partir d'une analyse de gène marqueur à haut débit à la suite de l'élimination de séquences parasites générées pendant l'amplification par PCR et le séquençage qui s'ensuit. Les ASV sont donc des séquences déduites d'origine biologique véritable. Le terme a été introduit pour faire la distinction entre, d'une part, les méthodes traditionnelles qui délimitent les unités taxonomiques opérationnelles (ou OTUs en anglais, plus couramment utilisé) générées en regroupant (clustering) des séquences basées sur un seuil de similarité partagé, et d'autre part, les nouvelles méthodes alternatives qui traitent des séquences individuelles sans besoin de clustering. Les méthodes ASV sont capables de traiter des séquences qui diffèrent même d'un nucléotide et évitent le regroupement basé sur la similitude ; pour ces raisons, les ASV sont également appelés variants de séquence exacte (ESVs pour exact sequence variants) ou OTU à rayon nul (zOTUs pour zero-radius OTUs).

## ASVversusOTU
L'introduction des méthodes ASV a suscité un débat parmi les biologistes moléculaires quant à leur utilité. Certains ont fait valoir que les ASV devraient remplacer les OTU dans l'analyse des gènes marqueurs. Les arguments en faveur des ASV se concentrent sur l'utilité d'une résolution de séquence plus fine et sur l'avantage de pouvoir comparer facilement des séquences entre différentes études. D'autres ont fait valoir que la technologie de séquençage existante n'est souvent pas suffisante pour résoudre avec précision les séquences exactes, et que leur utilisation peut masquer les tendances biologiques qui seraient plus faciles à détecter à l'aide des OTU. De plus, les OTU de novo sont plus lentes à assigner, mais conservent toutes les séquences de l'échantillon et ne présentent aucun risque de biais de référence car elles sont générées sans référence.

## Méthodes ASV
Il existe plusieurs programmes utilisés pour traiter les ASV, y compris DADA2, Deblur, MED, et UNOISE2. Ces méthodes fonctionnent globalement en générant un modèle d'erreur adapté à une séquence de séquençage individuelle et en utilisant des algorithmes qui utilisent ce modèle d'erreur pour faire le tri entre les vraies séquences d'origine biologique et celles générées par erreur.